# Lawton (Oklahoma)
Lawton település az Amerikai Egyesült Államok Oklahoma államában, Comanche megyében, melynek megyeszékhelye is. Lakosainak száma 90 381 fő (2020. április 1.).

## Népesség
A település népességének változása:

| 2010 | 96 867 |
| 2020 | 90 381 |